# Phyllophaga fimbripes
Phyllophaga fimbripes är en skalbaggsart som beskrevs av Leconte 1856. Phyllophaga fimbripes ingår i släktet Phyllophaga och familjen Melolonthidae. Inga underarter finns listade i Catalogue of Life.